# شون تيل
شون تيل (بالإنجليزية: Shaun Teale)‏ هو مدرب كرة قدم ولاعب كرة قدم بريطاني في مركز الدفاع، ولد في 10 مارس 1964 في ساوثبورت ‏ في المملكة المتحدة. لعب مع أستون فيلا وبريستون نورث إيند ونادي بارسكو ونادي بورنموث ونادي ترانمير روفرز ونادي ساوثبورت ونادي كارلايل يونايتد ونادي ماذرويل ونادي ويموث ونورثويتش فيكتوريا.